# Matylda z Béthuné
Matylda z Béthuné (také Mathilde, Mahaut; asi 1230 – 8. listopadu 1264) byla sňatkem s hrabětem Vítem z Dampierre flanderskou hraběnkou, dědičkou titulů paní z Béthuné, Dendermonde, Richebourgu a Warnetonu, zastánce opatství Saint Vaast v Arrasu.

## Život
Matylda se narodila kolem roku 1230 jako první dítě Roberta VII., pána hradu a města Béthune a zastánce opatství Saint Vaast v Arrasu, který byl také hlavním vlastníkem půdy a jedním z dvanácti šlechticů Flander. Její matkou byla Alžběta, vdova po Mikulášovi, pánu z Condé, a dcera Arnolda IV., posledního pána z Morialmé. Robert a Alžběta měli dvě další dcery, Alžbětu a Sáru.
Matylda byla zasnoubena s Vítem z Dampierre, který byl svou ovdovělou matkou Markétou II. ustanoven spoluvládcem Flander spolu s ní a jeho starším bratrem Vilémem III. z Dampierre, který zemřel v roce 1251. Jako uznání tak významného dceřina sňatku ji Robert z Béthune obdaroval velkou částí svých statků a titulů.
V říjnu 1245 ji otec, stále svobodnou, určil dědičkou svých zemí, kromě Béthune, kde měl moc Pays de l'Alleu. Manželská smlouva byla podepsána 2. února 1246 a svatba se konala v Béthune. 24. června 1248 napsali Robert s Alžbětou dopis Vítovi a Matyldě, v němž potvrzovali jejich zdědění Robertovy půdy a titulů. Vše zdědili krátce poté, co se do Francie dostaly zprávy o Robertově smrti.
Matylda se stala paní z Béthuné, Dendermonde, Richebourgu a Warnetonu, zastáncem opatství Saint Vaast v Arrasu. Sňatkem byl držitelem těchto titulů i Vít.
Matylda zemřela 8. listopadu 1264 a byla pohřbena v hrobce z černého mramoru v kapli Svatého Huberta v klášteře Flines, Vít byl později pochován po jejím boku. Její manžel se v roce 1265 znovu oženil s Isabelou Lucemburskou.

## Potomci
Matylda měla s Vítem osm dětí:
- Marie z Dampierre (?–1297)
- Robert III. Flanderský (1249–1322)
- Vilém z Dampierre (po 1249–1311)
- Jan Flanderský (1250–1292)
- Balduin z Dampierre (1252–1296)
- Markéta z Dampierre (1251–1285)
- Beatrix z Dampierre (1260–1291)
- Filip z Chieti (1263–1318)